# Pentermanstil

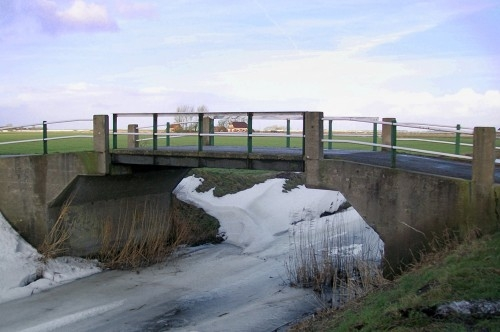
Het pentermanstil halverwege de oudendijk in Warffum

Het Pentermanstil is een bruggetje aan de Oudendijk in het Groningse Warffum in Nederland.
Het is gelegen over het Polderdiep, het kanaal dat de verbinding vormt tussen het Warffumermaar en de Noordpolder. De brug is vernoemd naar Lubbertus Patroclus Penterman, van 1898 tot 1935 eigenaar van de boerderij Oosterampt die via deze brug bereikt kan worden.